# Ausktribosfenos
Austkribosfenos (Ausktribosphenos nyktos) – wymarły ssak zaliczany do pradawnych łożyskowców, uważany za najstarszego znanego przedstawiciela tej grupy.

## Występowanie
Zamieszkiwał tereny dzisiejszej Australii w okresie późnej kredy – około 80 milionów lat temu.

## Opis
Niewielkich rozmiarów. Posiadał zęby trybosfeniczne. Staw żuchwowy typu gadziego.